# Étienne Schréder
Pour les articles homonymes, voir Schréder (homonymie).
Étienne Schréder, né le 16 janvier 1950 à Anderlecht (région de Bruxelles-Capitale), est un auteur de bande dessinée belge, occasionnellement musicien.
Il est notamment connu pour sa contribution au prolongement de l'œuvre d'Edgar P. Jacobs.

## Biographie
Étienne Schréder naît le 16 janvier 1950 à Anderlecht, une commune bruxelloise. Après des études secondaires classiques, il suit une formation en droit et en criminologie. Il ne se destine pas à la bande dessinée, mais c'est un lecteur assidu jusqu’à l’âge de 23 ans, il collectionne les magazines de l’époque, de Charlie Mensuel à L’Écho des savanes, en passant par Tintin et Spirou. Il entame sa carrière professionnelle en milieu pénitentiaire au sein de deux établissements durant cinq années. Alcoolique, il est obligé de quitter son métier et sombre dans une longue période de vagabondage qu'il raconte plus tard dans sa bande dessinée autobiographique, Amères saisons.

### Seconde orientation
Schréder abandonne son travail dans le cadre du logement social en 1989, et se lance dans la bande dessinée sur le tard après avoir appris à crayonner avec François Schuiten et cinq années de cours du soir donnés par Alain Goffin, d’un premier prix décerné par l'agglomération bruxelloise et publie en 1990, son premier récit comme auteur complet, L'Enfance d'un chef, une histoire courte d’humour futuriste, dans le magazine (À suivre).
Il réalise encore deux courts récits pour cette revue collectés dans l'album Loups aux éditions Arboris en 1995. Il se détourne provisoirement de la bande dessinée pour collaborer au film de Raoul Servais Taxandria en 1990. Ensuite, il assiste Alain Goffin sur les albums Le Théorème de Morcom sur un scénario de Benoît Peeters, publié aux éditions Les Humanoïdes associés en 1993 ainsi que Retour à la Rapée aux éditions Arboris en 1994. Puis, il crée seul ses deux premiers albums de bande dessinée : Le Secret de Coimbra (Arboris, 1994) et Loups (Arboris, 1995). Il publie dans les années qui suivent Les Architectes du temps : un album publicitaire pour les montres Ebel en 1999, Le Vol d'Icare (2003), Ecce Homo (2004), Mary, par une nuit de novembre (2005). Le succès critique arrive avec Amères saisons, un roman graphique autobiographique, réalisé grâce à une bourse d'aide à la création dans un style libéré des contraintes de la ligne claire qui lui vaut le prix Carolus Quintus décerné par la région de Bruxelles-Capitale, publié dans la collection « Écritures » aux éditions Casterman en 2008.

### Réalisation d'un rêve d'enfant
Dès 2009, il commence à travailler sur le premier tome du diptyque La Malédiction des trente deniers de la série Blake et Mortimer avec Chantal De Spiegeleer sur un scénario de Jean Van Hamme, puis l'année suivante en assistant Antoine Aubin sur l'encrage du second tome La Porte d'Orphée. Il continue, toujours avec Aubin, dans L'Onde Septimus, en 2013. L'année suivante, il assiste André Juillard cette fois-ci, sur l'album Le Bâton de Plutarque et vient ensuite la collaboration avec Christian Cailleaux sur le vingt-septième opus de la série Le Cri du Moloch sur un scénario de Jean Dufaux en 2020, les albums sont publiés aux Éditions Blake et Mortimer. En 2023, il collabore à nouveau avec Jean Van Hamme et Christian Cailleaux à La Flèche Ardente, suite du Rayon U, premier album d'Edgard P. Jacobs avant Blake et Mortimer. Il est cependant à noter que lors d'une interview en présence de Jean Dufaux et Christian Cailleaux en novembre 2020, il déclare « En fait depuis 25 ans je collabore aux aventures, depuis Ted Benoît ! ».
Pour le dessinateur Alexander Izquierdo, il écrit le scénario d'Eugenia, la douzième victime publié aux éditions Mosquito en 2018.
D'autre part, l'auteur participe à divers albums collectifs dont Vivre ? et Carrément Bruxelles.
La Maison Autrique, confiée à la direction d’Étienne Schréder propose régulièrement des expositions de bande dessinée en 2012, ainsi que le projet Kronikas pour laquelle, il fournit à partir de 2017, différents courts récits tantôt comme illustrateur, dessinateur ou scénariste,. Dans le cadre du Fibda, il est formateur de sessions de formation de jeunes talents en Algérie en 2012. La même année, et jusqu'en 2014, il est porteur de projet à La Havane dans le cadre de la coopération culturelle Wallonie - Bruxelles - Cuba : Laboratorio, un atelier de bande dessinée qui donnera naissance à l'album collectif Soñar La Habana,, éditions Maison Autrique, 2014. Ce projet trouvera son prolongement dans Kronikas, jusqu'en 2023. 
Dans une interview accordée à Nicolas Anspach, ex-rédacteur en chef adjoint d'ActuaBD et éditeur en 2008, il déclare « Je serais donc amené à parler de l’importance qu’ont eu pour moi Bernard Yslaire, François Schuiten, Benoît Peeters, etc. Ils étaient des jalons de mon évolution. »
Parallèlement, Schréder est aussi guitariste. Son instrument de prédilection est la guitare dobro.
Étienne Schréder demeure à Bruxelles.

## Œuvres

### Collaboration
- Souvenirs de l'éternel présent de François Schuiten et Benoît Peeters, Arboris, 1993. (Lettrage)[19]
- Le Théorème de Morcom de Alain Goffin et Benoît Peeters, Les Humanoïdes associés, 1993,  (ISBN 2-7316-1045-X)
- Retour à la Rapée de Alain Goffin, Arboris, 1994. (Collaboration graphique)
- Northreed project de Alain Goffin et Benoît Peeters, Dargaud, coll. « Long Courrier », 1997  (ISBN 2-205-04477-X)

### Blake et Mortimer
1. : La Malédiction des trente deniers, volume 1 : Le Manuscrit de Nicodemus, scénario de Jean Van Hamme, dessin en collaboration avec Chantal De Spiegeleer, Éditions Blake et Mortimer, 2009
2. : La Malédiction des trente deniers, volume 2 : La Porte d'Orphée, scénario de Jean Van Hamme, dessin en collaboration avec Antoine Aubin et dont il réalise l'encrage intégral[2], Éditions Blake et Mortimer, 2010  (ISBN 9782870971185)
3. : L'Onde Septimus[20],[21], scénario de Jean Dufaux, dessin en collaboration avec Antoine Aubin, Éditions Blake et Mortimer, 2013  (ISBN 9782870971895)
4. : Le Bâton de Plutarque, scénario de Yves Sente, dessin en collaboration avec André Juillard, Éditions Blake et Mortimer, 2014  (ISBN 9782870971932)
5. : Le Cri du Moloch, scénario de Jean Dufaux, dessin en collaboration avec Christian Cailleaux, Éditions Blake et Mortimer, 2020 (ISBN 9782870972922).

### Avant Blake et Mortimer
- La Flèche ardente[7],[22], (suite du Rayon U), scénario de Jean Van Hamme, dessin en collaboration avec Christian Cailleaux, Éditions Blake et Mortimer, 2023  (ISBN 9034410250).

### Bande dessinée
- Le Secret de Coïmbra, Fondation Europalia International, 1991. - Arboris, 1994  (ISBN 9034410250).
- Loups, Couleurs : Anne Baltus, Arboris, 1995  (ISBN 9034410463)
- La Couronne en papier doré, Casterman, 1998[23]  (ISBN 2203334703)
- Les Architectes du temps, Ebel, 1999
- Le Crocodile enchaîné[24], Bruxelles, Audoin, 2001
- Le Vol d'Icare[25],[26],[27],[28], Glénat, coll. « Carrément BD », Grenoble, 2003
Scénario et dessin : Étienne Schréder - Couleurs : quadrichromie -  (ISBN 2-7234-4037-0)
- Ecce Homo[29],[30], Glénat, coll. « Carrément 20/20 », Grenoble, septembre 2004
Scénario : Étienne Schréder - Dessin et couleurs : Jean-Marc Dubois -  (ISBN 2723444430)
- Mary, par une nuit de novembre, Glénat, coll. « Carrément BD », 2005  (ISBN 2723443574)
- Amères Saisons[31],[3],[32],[33], Casterman, coll. « Écritures », Bruxelles, janvier 2008
Scénario et dessin : Étienne Schréder - Couleurs : noir et blanc -  (ISBN 9782203396388),préface de François Schuiten.
- La Rose des gueux[34], Prométhéa, juin 2010
Scénario et dessin : Étienne Schréder - Couleurs : Jean-Marc Dubois,Format à l'italienne. (OCLC 1010420569)

### Collectifs
- 1936 - Dernières nouvelles[35],[36], Académie des Arts de Woluwe-Saint-Pierre, Bruxelles, 1989
Scénario : collectif - Dessin : collectif dont Étienne Schréder - Couleurs : noir et blanc,Préface : Guy Dessicy. Tirage à 500 exemplaires.
- Vivre[37] ?, Centre de prévention du suicide, 2010
Scénario : collectif - Dessin : collectif dont Étienne Schréder - Couleurs : quadrichromie,Album né de l'initiative du Centre de Prévention du Suicide à l'occasion de ses 40 ans. Participation : 3 minutes. Dépôt légal : D/2010/12.301/1.
- Carrément Bruxelles - Ronduit Brussel, Glénat, coll. « Carrément 20/20 », Grenoble, septembre 2005
Scénario : collectif - Dessin : collectif dont Étienne Schréder - Couleurs : quadrichromie -  (ISBN 2-87176-218-X)

### Kronikas
- 1. Alger / Brussels / La Habanae[38], Maison Autrique, Schaerbeek, 1 septembre 2017
Scénario et dessin : collectif dont Étienne Schréder - Couleurs : quadrichromie -  (ISBN 978-2-9601963-1-3)
- 2. L'Inventaire Imaginaire[39], Maison Autrique, Schaerbeek, 1 septembre 2018
Scénario et dessin : collectif dont Étienne Schréder - Couleurs : quadrichromie -  (ISBN 978-2-9601963-2-0)
- 3. L'Inventaire Imaginaire[40], Maison Autrique, Schaerbeek, 1 septembre 2019
Scénario et dessin : collectif dont Étienne Schréder - Couleurs : quadrichromie -  (ISBN 978-2-9601963-3-7)
- 7. L'Inventaire Imaginaire[41], Maison Autrique, Schaerbeek, 1 septembre 2023
Scénario et dessin : collectif dont Étienne Schréder - Couleurs : quadrichromie -  (ISBN 978-2-9603096-0-7) — Illustration de couverture : Étienne Schréder.
- HS 2. Habana Made in Cuba[42], Maison Autrique, Schaerbeek, 1 avril 2016
Scénario et dessin : collectif dont Étienne Schréder - Couleurs : quadrichromie -  (ISBN 978-2-8052-0303-9)
- HS 5. Numéro Spécial Trains[43], Maison Autrique, Schaerbeek, 1 octobre 2021
Scénario et dessin : collectif - Couleurs : quadrichromie -  (ISBN 978-2-9601963-6-8) — Éditeur scientifique : Étienne Schréder.

### Expositions
- Coimbra na Banda Desenhada[14], Coimbra, Portugal 2003 ;
- Mary, Une Nuit de Novembre, librairie Librimages, Bruxelles du 16 au 27 février 2005[44] ;
- Rétrospective, Alger[14], FIBDA 2009 ;
- Rétrospective, Santiago du Chili[14], WBI 2009.

### Musique
- Automatique de Philmarie[45],[46] : dobro.

### Filmographie
- Taxandria[47] de Raoul Servais (Collaboration), 1994[5]
- Le Dossier B.[48], téléfilm , 1995.

## Récompenses
- 2008 :  prix Carolus Quintus décerné par la région de Bruxelles-Capitale[1] pour Amère Saison[49],[5] ;
- 2011 :  prix de la Ville d’Alger[14],[5].

#### Livres
: document utilisé comme source pour la rédaction de cet article.
- Jean Pirotte (dir.) et Luc Courtois, Du régional à l'universel. : L'imaginaire wallon dans la bande dessinée., Louvain-la-Neuve, Fondation wallonne Pierre-Marie et Jean-François Humblet, 1999, 310 p. (ISBN 978-2-9600072-3-7 et 2960007239, OCLC 1075833932), p. 249 lire sur Google Livres
- Jacques Fiérain, « Schréder, Étienne », dans La BD à Bruxelles et en Brabant, Charleroi, Éd. l'Âge d'or, avril 2003, 144 p., ill. ; 31 cm (ISBN 9782960119664 et 2960119665, OCLC 470388171, présentation en ligne), p. 123
- Thierry Bellefroid et Jean-Marie Derscheid, « Schréder Étienne », dans 77 auteurs de bande dessinée en Wallonie et à Bruxelles, Bruxelles, Wallonie-Bruxelles International, 2017, 128 p., ill. ; 26 cm (ISBN 2-930071-83-4, lire en ligne), p. 20-21. .
- Philippe Mellot, Michel Denni, Laurent Turpin et Isabelle Morzadec, Trésors de la bande dessinée : BDM 2023-2024 - Catalogue encyclopédique et Argus, Paris, Les Arènes, novembre 2022, 23e éd., 1677 p., ill. ; 23 cm (ISBN 9791037507280, OCLC 1351462460, présentation en ligne), p. 60, 175, 340, 426, 465, 758, 804, 1129, 1447. .

#### Périodiques
- Étienne Schréder (interviewé par Frédéric Bosser), « Blake et Mortimer : Étienne Schréder Le nègre se rebiffe », dBD, no 79,‎ décembre 2013 - janvier 2014, p. 47-48 (ISSN 1951-4050).
- Étienne Schréder (interviewé par Frédéric Bosser), « Aventures cubaines », L'Immanquable, no 48,‎ janvier 2015.

### Podcasts
- Étienne Schréder, co-dessinateur de Blake et Mortimer : "La technologie actuelle nous simplifie la vie", émission 8/9 de VivaCité sur la RTBF. Présentation : Sara De Paduwa, invité : Étienne Schréder du 9 décembre 2020, (7 min 22 s) sur Auvio.

### Vidéographie
- [vidéo] « Connaissez-vous ? avec Alain Goffin, Étienne Schréder et Philippe Bercovici », sur YouTube, émission de télévision présentée par Fabrice Grosfilley diffusée sur BX1 le 11 avril 2023.